# Faragouaran
Faragouaran est une localité et une commune rurale du Mali, chef-lieu d'arrondissement dans le cercle de Bougouni et la région de Bougouni.

## Villages
La commune s'étend sur 11 localités relevées lors du recensement général de 2009. 
Les villages les plus peuplés sont :
- Faragouaran (2 887 habitants)
- Mafélé (1 380 habitants)
- Dionkala (1 089 habitants)